# Gerolamo Cangiano
Gerolamo Cangiano, detto anche Gimmi (Genova, 19 marzo 1981), è un politico italiano, dal 13 ottobre 2022 deputato alla Camera per Fratelli d'Italia.

## Biografia
Nato il 19 marzo 1981 a Genova, proveniente da una famiglia casertana, padre medico, madre imprenditrice, cresce tra i comuni di Villa di Briano e San Marcellino, in provincia di Caserta, diplomandosi all'istituto professionale di Stato per l'industria e l'artigianato di Caserta, nel 2006 consegue la laurea in Scienze giuridiche e nel 2008 la laurea specialistica in Giurisprudenza presso l'Università degli Studi della Campania Luigi Vanvitelli, all'epoca chiamata Seconda università degli studi di Napoli, nella sede di Santa Maria Capua Vetere. Nella medesima istituzione, presso la Scuola di alti studi politici europei e mediterranei "Jean Monnet", con sede presso il belvedere di San Leucio, nel 2012 ottiene il dottorato di ricerca in Diritto comparato e processi di integrazione.
È docente di diritto ed economia e CEO di una società nel settore della nautica.

## Attività politica

### Gli inizi con AN e PdL
Inizia l'attività politica nel 1994, all'età di 13 anni, avvicinandosi al Fronte della Gioventù, l'organizzazione giovanile del Movimento Sociale Italiano-Destra Nazionale, che poi, a seguito del congresso di Fiuggi, confluisce in Azione Giovani, la nuova organizzazione giovanile di Alleanza Nazionale (AN).
Alle elezioni comunali in Campania del 2001 si candida al consiglio comunale di San Marcellino, per una lista civica, venendo eletto consigliere comunale, andando a formare poi il gruppo consiliare di AN e presiedendo.
Nel 2009 aderisce alla confluenza di AN ne Il Popolo della Libertà; l'anno successivo viene nominato assessore al lavoro, alla formazione e allo sport nella giunta provinciale di Caserta presieduta da Domenico Zinzi, dimettendosi poi nel dicembre 2011.

### Adesione a Fratelli d'Italia
A gennaio 2013 aderisce a Fratelli d'Italia (FdI), andando a fondare la sezione provinciale del partito a Caserta e ne diventa coordinatore e portavoce.
Nel 2014 viene nominato nell’Esecutivo nazionale del partito e Responsabile dell'Ufficio Elettorale e delle "sentinelle del voto" di FdI.
Alle elezioni regionali in Campania del 2015 si è candidato nelle liste di FdI, nella mozione del presidente uscente Stefano Caldoro, ottenendo 6.722 preferenze nella circoscrizione di Caserta ma non viene eletto.

### Coordinatore di FdI in Campania
Alle elezioni politiche del 2018 si candida alla Camera dei deputati, nelle liste di Fratelli d'Italia come capolista nel collegio plurinominale Campania 2 - 02, ma senza risultare eletto. Nel 2018 viene nominato coordinatore regionale di FdI in Campania, al posto del senatore Antonio Iannone.
Alle elezioni regionali in Campania del 2020 si candida nuovamente in consiglio regionale, tra le liste di Fratelli d'Italia a sostegno dell'ex presidente Caldoro, ma con 5.039 preferenze nella circoscrizione di Caserta risulta il primo dei non eletti.

### Elezione a deputato
Alle elezioni politiche anticipate del 2022 viene ricandidato alla Camera nel collegio uninominale Campania 2 - 01 (Aversa), sostenuto dalla coalizione di centro-destra in quota Fratelli d'Italia, dove viene eletto con il 39% dei voti davanti ai candidati del Movimento 5 Stelle Giuseppe Buompane (35,87%) e del centro-sinistra Vincenzo Santagata (16,73%). Il 12 settembre 2023 è stato eletto Vicepresidente della Commissione parlamentare bicamerale d'inchiesta sul ciclo dei rifiuti e illeciti ambientali (c.d. Commissione Ecomafie), inoltre è componente della Commissione Cultura, Istruzione e Sport e della Commissione Trasporti, Poste e Telecomunicazioni.

## Controversie
Nel 2020 suscita polemiche l'utilizzo di uno dei motti dannunziani  "Me ne frego" su una locandina della sua campagna elettorale per le elezioni regionali campane di quell'anno.

## Vita privata
È separato e ha due figli. Dal 2024 è legato sentimentale all’attrice ed ex Miss Italia di origini domenicane Denny Méndez. Nel 2023 aveva avuto una relazione sentimentale con la soubrette italiana Valeria Marini.